# Плащоподібне залягання
Плащоподібне залягання (рос. плащеобразное залегание, облекающее залегание; англ. enveloping bedding, нім. mantelförmige Lagerung f) – первинне залягання шарів, які покривають нерівності давнього рельєфу. Потужність при цьому, як правило, зростає на знижених ділянках і зменшується на підняттях. 